# روزگار جوانی
روزگار جوانی نام یک مجموعهٔ تلویزیونی ایرانی به کارگردانی «شاپور قریب» و «اصغر توسلی» است که طی سال‌های ۱۳۷۸–۱۳۷۷ تولید و از شبکه تهران پخش شد.
فصل اول سریال در سال ۱۳۷۷ به تهیه‌کنندگی اصغر توسلی، کارگردانی شاپور قریب و اصغر توسلی (قسمت سیزدهم به بعد)، و فصل دوم آن در سال ۱۳۷۸ به تهیه‌کنندگی و کارگردانی اصغر توسلی برای شبکه تهران ساخته شد. فیلمنامه‌نویس فصل نخست اصغر فرهادی بود که در فصل دوم سریال، «علی‌اکبر محلوجیان» و «فرهاد نقدعلی» جایگزین وی گردیدند.
شاپور قریب سیزده قسمت اول از یبست و شش قسمت فصل اول سریال را در کنار اصغر توسلی به عنوان تهیه‌کننده، ساخت ولی کهولت سن باعث شد نتواند سیزده قسمت بعد را بسازد و نتیجتاً این توسلی بود که کار را به پایان رساند. فصل دوم و سوم سریال روزگار جوانی نیز به کارگردانی اصغر توسلی ساخته شد.
فصل سوم این سریال هم در سال ۱۴۰۰ از شبکه پنجم سیما پخش شد.

## خلاصه داستان
پنج جوان دانشجو که چهار نفرشان شهرستانی است، با یکدیگر خانه‌ای را اجاره می‌کنند و با هم زندگی می‌کنند. هر یک از این پنج نفر، شخصیت متفاوتی دارند و در هر قسمت با ماجرای تازه‌ای روبه رو می‌شوند، اما در نهایت با کمک هم بر مشکلات غلبه می‌کنند. در مجموع، داستان سریال حول مسائل اجتماعی، روابط شخصیت‌ها و اشاراتی به زندگی هر یک از آنهاست. این مجموعه در بهمن ماه ۱۴۰۱ از شبکه آی‌فیلم بازپخش شد.

## بازیگران و عوامل تولید

### بازیگران ثابت
- کیهان ملکی (فصل ۱و۲)
- امین حیایی (فصل ۱و۲)
- نصرالله رادش (فصل ۱و۲)
- بهزاد خداویسی (۲۰ قسمت)
- مهدی صبایی (فصل ۱و۲)
- بیوک میرزایی (فصل ۱و۲و۳)
- سحر صباغ‌سرشت (فصل ۱و۲)

### بازیگران مهمان
- بیوک میرزایی
- پروین تمجیدی
- افسانه ناصری
- حمیرا ریاضی
- محسن زهتاب
- نعمت‌الله گرجی
- حمید مهرآرا
- سروش خلیلی
- حسن جوهرچی
- امین زندگانی
- پریدخت اقبال‌پور
- رضا بنفشه‌خواه
- منصور والامقام
- کیومرث ملک‌مطیعی
- داریوش اسدزاده
- محسن قاضی‌مرادی
- زهره صفوی
- حسین شهاب
- حسین خانی‌بیک
- رامین پرچمی
- فرهاد خانمحمدی
- حسن مهمانی
- فریده سپاه‌منصور
- توران قادری
- مهوش وقاری
- حمید دلشکیب
- سیامک اشعریون
- سیامک انصاری
- آتش تقی پور
- محمد مختاری
- آیدا کیخایی
- کامبیز کاشفی
- زهره فکور صبور

### عوامل تولید
- کارگردان هنری: شاپور قریب، اصغر توسلی
- کارگردان تلویزیونی: حسین احمدی
- فیلمنامه: اصغر فرهادی، علی‌اکبر محلوجیان، فرهاد نقدعلی، فریبرز کامکاری
- تصویربرداران: هوشنگ بنایی، سیدحسین ستوده، علی محمدزاده، علی شاه‌وردی
- تدوین: علی سبک‌رو، محمد آل‌بیگی
- صدابردار: احمد پولی بابایی
- موسیقی: ساسان جمالیان
- خواننده تیتراژ پایانی: (فصل اول و دوم) محمدرضا عیوضی (فصل سوم) گروه پالت
- شعر تیتراژ پایانی: ابوالفضل عزیزی
- طراح صحنه و لباس: ماریا حاجیها
- چهره‌پردازان: ماریا حاجیها، جهانجو جعفری، علی محسنی‌نسب
- منشی صحنه: طیبه محمد، سمیرا غلامزاده
- دستیاران کارگردان: سحر صباغ‌سرشت، حمید فرخ‌نژاد
- مدیر تدارکات: محمد هاشم‌زاده
- مدیر تولید: بهرام سلطان‌پور، قاسم جم
- دستیار تهیه: رضا صدیق
- تهیه‌کننده: اصغر توسلی (فصل اول و دوم)
- تعداد قسمت‌ها:

فصل اول: ۲۶ قسمت
فصل دوم: ۲۶ قسمت
- محصول: شبکه تهران
- سال تولید و پخش: ۱۳۷۷–۱۳۷۸ و ۱۳۷۸–۱۳۷۹ و ۱۳۹۹–۱۴۰۰

## حواشی
حمید نعمت‌الله در شهریور ۱۳۹۶ در برنامه سی و پنج با اجرای فریدون جیرانی مدعی شد که فیلمنامه این سریال را او و هادی مقدم دوست باهم نوشته بودند و آن را تحویل مدیر شبکه پنج سیما داده‌اند و بعداً متوجه شدند که اصغر فرهادی نامی هم در حال نوشتن این فیلمنامه بوده‌است و در آخر نتوانسته‌اند اثبات کنند که این نوشته برای آن‌ها بوده‌است و سالها بعد که با مدیر شبکه رفیق شدند و از او در این باره پرسیدند و او گفته که تهیه‌کننده شما ضعیف بوده و ما کار رو به تهیه‌کننده دیگری سپردیم. 